# Radenković
Radenković (cyr. Раденковић) – wieś w Serbii, w Wojwodinie, w okręgu sremskim, w mieście Sremska Mitrovica. W 2011 roku liczyła 946 mieszkańców.